# Belt-Schutsloot
Belt-Schutsloot est un village dans la commune néerlandaise de Steenwijkerland, dans la province d'Overijssel. Le 1er janvier 2006, le village comptait 590 habitants.